# Maciej Palacz
Maciej Palacz (M. Palaczyk; ur. 20 lutego 1806 we wsi Górczyn, zm. 11 lipca 1885 tamże) – wielkopolski chłop, powstaniec, polityk, działacz niepodległościowy.

## Życiorys
Urodził się w dość majętnej rodzinie chłopskiej. Jego rodzicami byli Michał i Marianna z Buszków. Po ukończeniu szkoły ludowej w Górczynie rozpoczął naukę w Gimnazjum św. Marii Magdaleny w Poznaniu, gdzie poznał wielu przyszłych działaczy niepodległościowych: Karola Libelta, Ludwika Mierosławskiego, Marcelego Motty, Władysława Niegolewskiego i Hipolita Cegielskiego. Nie ukończył jednak edukacji w gimnazjum, gdyż w 1830 roku udał się do Królestwa Kongresowego, by wziąć udział w powstaniu listopadowym. W Warszawie zaciągnął się do artylerii. W czerwcu 1831 został ranny w trakcie starcia pod Łysobykami. Po wygaśnięciu walk powrócił do Wielkopolski, gdzie został pojmany i skazany przez władze pruskie na pół roku więzienia, po pewnym czasie objęła go jednak amnestia. Po wyjściu na wolność powrócił do Górczyna gdzie zajął się uprawą swojego gospodarstwa o powierzchni około 40 mórg.
W 1836 został wybrany sołtysem Górczyna. Urząd ten sprawował aż do 1846 roku. W 1845 został członkiem Związku Plebejuszy, z ramienia którego organizował powstanie wśród wielkopolskich chłopów. Po aresztowaniu Karola Libelta i Ludwika Mierosławskiego w lutym 1846 stanął na czele górczyńskich chłopów w nocy z 3 na 4 marca w ramach powstania. Oddział oczekiwał rozkazu ataku na Poznań, polecenia jednak nigdy nie wydano, zaś Palacza wraz z innymi powstańcami aresztowano. Po aresztowaniu przez władze pruskie osadzono go w Moabicie, gdzie przez dwa lata oczekiwał na proces. W dniu 2 grudnia 1847 w ramach procesu polskich powstańców skazano go na dwa lata więzienia zaliczając na poczet kary okres spędzony w areszcie.
Po wyjściu na wolność, jeszcze w 1847 roku, Palacz zaangażował się w akcje niepodległościowe będąc między innymi członkiem deputacji, która 3 marca 1848 do króla Prus z ramienia Komitetu Narodowego w Poznaniu. Po wybuchu powstania w maju stanął na czele oddziału walczącego w okolicach Kórnika. Po zakończeniu Wiosny Ludów z tego powodu prześladowany był przez pruską administrację. Nie przeszkodziło mu to jednak w byciu współtwórcą Ligi Polskiej, w której pełnił funkcję członka Dyrekcji Głównej. W latach 1849–1855 był posłem do pruskiego parlamentu, gdzie działał w kole posłów polskich. Wraz z innymi posłami wielkopolskimi na znak protestu przeciwko postanowieniom konstytucji pruskiej nie uwzględniającej praw społeczności polskiej złożył mandat 5 lutego 1850. Do Sejmu został powtórnie wybrany 16 marca 1850.
W 1855 roku wycofał się z polityki i zajął się uprawą ziemi. W nieznanych okolicznościach utracił jednak gospodarstwo, które zostało przejęte prawdopodobnie przez jego krewnych z Górczyna i z czasem przekształcone w folwark Palaczów istniejący jeszcze częściowo do lat 60. XX wieku. Sam Palacz do końca życia zajmował się pośrednictwem w handlu płodami rolnymi.
W 1834 roku ożenił się z Agnieszką Mrówką, z którą miał dzieci: Katarzynę (ur. 1835), Kunegundę (ur. 1838), Wawrzyńca (ur. 1842, poległ w bitwie pod Brdowem podczas powstania styczniowego), Stanisława (ur. 1844), Jana (ur. 1845), Jadwigę (ur. 1848), Józefa (ur. 1852) i Leona.

## Upamiętnienie
W 1920 roku Rada Miasta Poznania podjęła uchwałę o nadaniu imienia Macieja Palacza ulicy wiodącej ówcześnie z Górczyna w kierunku Ławicy. Współcześnie ulica Palacza łączy ulicę Głogowską i Grunwaldzką i stanowi ważny ciąg komunikacyjny osiedla Grunwald Południe.